# 모리츠 슐리크
프리드리히 알베르트 모리츠 슐리크(Friedrich Albert Moritz Schlick, 1882년 4월 14일 ~ 1936년 6월 22일)는 독일의 철학자이다. 빈 학파의 창설자 중 한 사람으로, 논리실증주의의 초기 발전을 주도하였다. 1936년 학생인 요한 넬뵈크에게 살해당했다.

## 생애
1882년 베를린의 한 부유한 가정에서 태어났다. 하이델베르크 대학 등에서 물리학을 공부했으며, 베를린 대학교에서 막스 플랑크에게서 수학하기도 했다. 괴팅엔에서 사강사(Privatdozent)로 있다가 곧 취리히에서 연구 주제를 철학으로 전향하였다. 빈 대학 교수를 지냈다.
1920년대부터 철학자, 수학자, 물리학자들과 함께 만남을 가지며 과학철학적 문제에 관해 논하며 연구하게 되었고, 이는 노이라트, 카르나프 등과 함께 '에른스트 마흐 협회', 이후 이름이 바뀌길 '빈 학파'를 창설하는 것으로 이어졌다. 슐리크는 사실과 엄격히 대응하는 명제를 진리로 보는 경험적 인식론, 논리학 및 수학의 선험성(先驗性) 등을 연구했다.
1918년과 1925년에 두번에 걸쳐 출간된 《지식의 총론(Allgemeine Erkenntnislehre)》에서 그는 과학의 제 분야들을 아우르는 원칙의 필요성과 함께, 오직 스스로 자명한 명제들을 제외한 모든 명제들은 경험실증적으로 검증되어야 하며 그렇지 못한 형이상학적 명제들이 근본적으로 무의미함을 역설했다. 한편 1930년 출판한 《윤리학에 관한 문제(Fragen der Ethik)》에서 그는 실증적인 윤리학을 충분히 받아들일만한 분야로 논하며 빈 학파의 다른 구성원들과는 다른 의견을 제시하기도 하였다.
유럽 대륙에서 나치당의 영향력이 강해지면서 빈 학파의 멤버들은 영국이나 미국으로 떠나기 시작했으나, 슐리크는 계속 빈 대학에 머물렀다. 그는 1936년 대학에서 수업을 하러 계단을 오르던 중 자신의 학생이던 요한 넬뵈크(Johann Nelböck)에게서 권총으로 살해되었다. 넬뵈크의 살해 동기는 그의 피해망상에 의한 것으로 추정되나, 재판 중 그는 슐리크와 빈 학파의 사상이 유대인과 연관되어 있다는 등 반유대주의적 사상을 피력했고 결국 오스트리아 합병 이후 사건이 영웅적 행위로 왜곡되면서 10년의 징역 중 2년만 복역하고 가석방되었다.